# Amył
Amył (ros. Амыл) – rzeka w azjatyckiej części Rosji, w Kraju Krasnojarskim, która po połączeniu z Kazyrem tworzy Tubę (dorzecze Jeniseju). Źródła znajdują się na północnych stokach Gór Kurtuszybińskich (Sajan Zachodni). Długość rzeki wynosi 257 km; dorzecze zajmuje powierzchnię 9500 km².